# Henry H. Crapo

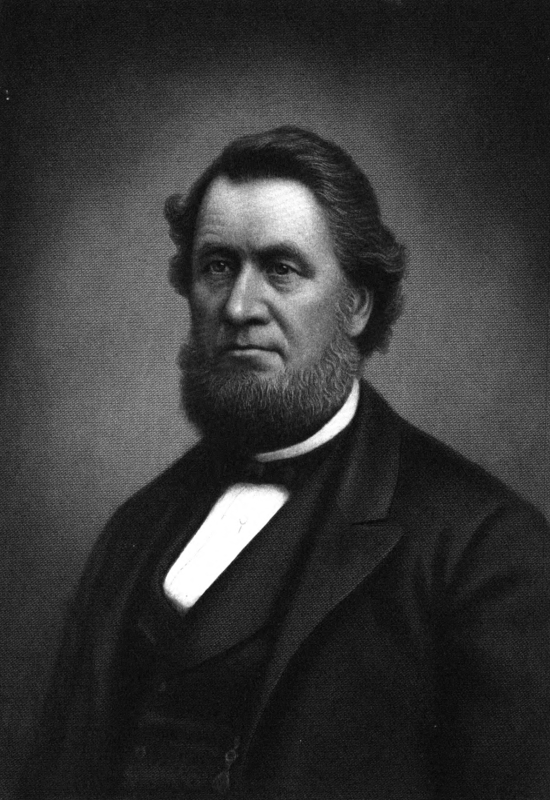
Henry H. Crapo

Henry Howland Crapo (* 24. Mai 1804 in Dartmouth, Bristol County, Massachusetts; † 23. Juli 1869 in Flint, Michigan) war ein US-amerikanischer Politiker und von 1865 bis 1869 der 14. Gouverneur des Bundesstaates Michigan.

## Frühe Jahre
Henry Crapo besuchte die örtlichen Schulen seiner Heimat. Er bildete sich aber auch durch eigenes Studium weiter. Nachdem er Teile seiner Jugend auf der Farm seiner Eltern verbracht hatte, begann er als Lehrer zu arbeiten. Nach einem Umzug nach New Bedford arbeitete Crapo als Landvermesser und gelegentlich als Auktionator. Dort war er außerdem in verschiedenen Positionen bei der Gemeindeverwaltung angestellt. Unter anderem war er Kämmerer, Steuereinnehmer, Friedensrichter und Gemeinderat. In der Nationalgarde war er Oberst eines Regiments.

## Aufstieg in Michigan
Im Jahr 1856 zog Crapo nach Flint in Michigan. Dort stieg er in das Holzgeschäft ein und betrieb bald eines der größten Holzunternehmen des Landes. 1860 wurde er als Nachfolger von William M. Fenton zum Bürgermeister von Flint gewählt. Er war maßgeblich an der Gründung der Eisenbahngesellschaft Flint and Holly Railroad beteiligt und war deren Präsident, bis sie mit einer anderen Gesellschaft fusionierte. Crapo war Mitglied der Republikanischen Partei und saß von 1863 bis 1864 im Senat von Michigan. Im Jahr 1864 wurde er zum neuen Gouverneur seines Staates gewählt.

## Gouverneur von Michigan
Henry Crapo trat sein neues Amt am 3. Januar 1865 an. Nach einer Wiederwahl im Jahr 1866 konnte er es bis zum 6. Januar 1869 ausüben. In seine erste Amtszeit fällt das Ende des Bürgerkrieges. Damit verbunden waren die Wiedereingliederung der heimkehrenden Soldaten in die Gesellschaft, die Versorgung der Kriegsbehinderten und der Hinterbliebenen der Toten, sowie die Rückführung der Industrieproduktion auf dem zivilen Bedarf. Ebenfalls in seiner Amtszeit wurden der 13. und 14. Verfassungszusatz in Kraft gesetzt. Damit wurde die Sklaverei verboten und alle in den Vereinigten Staaten geborenen Menschen (ausgenommen waren die Indianer) erhielten das Bürgerrecht. Gouverneur Crapo war ein Gegner des Begnadigungsprinzips. Er lehnte Begnadigungen ab, es sei denn, es stand einwandfrei die Unschuld der Verurteilten fest. In seiner zweiten Amtszeit erkrankte der Gouverneur ernsthaft. Er konnte noch seine Amtszeit im Januar 1869 beenden, starb aber dann im Juli desselben Jahres. Henry Crapo war mit Mary Ann Slocum verheiratet, mit der er zehn Kinder hatte, darunter den Politiker William W. Crapo (1830–1926).